# Stellifer
Stellifer es un género de pez de la familia Sciaenidae en el orden de los Perciformes.

## Especies
Las especies de este género son:
- Stellifer brasiliensis (Schultz, 1945)
- Stellifer chaoi Aguilera, Solano & Valdez, 1983
- Stellifer chrysoleuca (Günther, 1867)
- Stellifer colonensis Meek & Hildebrand, 1925
- Stellifer ephelis Chirichigno, 1974
- Stellifer ericymba (Jordan & Gilbert, 1882)
- Stellifer fuerthii (Steindachner, 1876)
- Stellifer griseus Cervigón, 1966
- Stellifer illecebrosus Gilbert, 1898
- Stellifer lanceolatus (Holbrook, 1855)
- Stellifer magoi Anguilera, 1983
- Stellifer mancorensis Chirichigno, 1962
- Stellifer melanocheir Eigenmann, 1918
- Stellifer microps (Steindachner, 1864)
- Stellifer minor (Tschudi, 1846)
- Stellifer naso (Jordan, 1889)
- Stellifer oscitans (Jordan & Gilbert, 1882)
- Stellifer pizarroensis Hildebrand, 1946
- Stellifer rastrifer (Jordan, 1889)
- Stellifer stellifer (Bloch, 1790)
- Stellifer venezuelae (Schultz, 1945)
- Stellifer walkeri Chao, 2001
- Stellifer wintersteenorum Chao, 2001
- Stellifer zestocarus  Gilbert, 1898